# Distrito de Biała Podlaska
Biała Podlaska (polaco: powiat bialski) es un distrito del voivodato de Lublin (Polonia) que fue constituido el 1 de enero de 1999 como resultado de la reforma del gobierno local de Polonia aprobada el año anterior. Su capital es Biała Podlaska, aunque la ciudad no forma parte del distrito y por sí misma es uno diferente. Además de con dicha ciudad, limita al este con Bielorrusia y con otros siete distritos de Polonia: al noroeste con Łosice, al norte con Siemiatycze, al sur con Włodawa y Parczew, al suroeste con Radzyń y al oeste con Łuków y Siedlce. 

## División administrativa
Cuenta 19 gminas: 2 urbanas y 17 rurales.
- Międzyrzec Podlaski
- Gmina Biała Podlaska
- Gmina Międzyrzec Podlaski
- Gmina Piszczac
- Gmina Terespol
- Terespol
- Gmina Drelów
- Gmina Janów Podlaski
- Gmina Łomazy
- Gmina Wisznice
- Gmina Zalesie
- Gmina Leśna Podlaska
- Gmina Konstantynów
- Gmina Kodeń
- Gmina Tuczna
- Gmina Rokitno
- Gmina Sosnówka
- Gmina Sławatycze
- Gmina Rossosz